# Riso

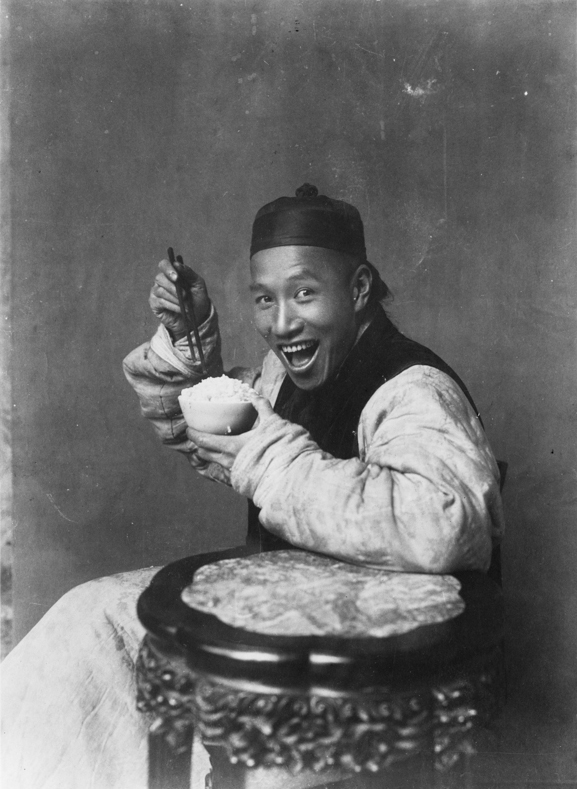
"Comendo arroz, China" (entre 1901 e 1904). Fotografia por Berthold Laufer ao Museu Americano de História Natural. No final do século XIX e início do século XX, as fotos não costumavam retratar pessoas sorridentes de acordo com as convenções culturais da cultura vitoriana e eduardiana. Em contraste, esta fotografia reflete diferentes atitudes culturais da época, retratando um homem chinês sorridente.

Riso ou sorriso é uma expressão facial decorrente da contração dos músculos das extremidades da boca. Nos animais, um sorriso é frequentemente usado como uma ameaça (mostrando dentes) ou como um sinal de submissão. Entre os humanos o sorriso é uma expressão facial que é sempre criada perto dos cantos da boca, Guillaume Duchenne distinguiu dois tipos: o real e o falso, sendo o primeiro caracterizado pelo esticando os músculos faciais e também ao redor dos olhos. Nos humanos, o sorriso é geralmente uma expressão de alegria ou boa vontade, mas também pode ser uma expressão descontrolada de ansiedade (sorriso nervoso).
O estudo do humor, do riso e de seus efeitos psicológicos e fisiológicos no corpo humano é denominado gelotologia. O simples ato de sorrir mobiliza diversos músculos faciais, denominados músculos da mímica facial:
- Bucinador
- Risório
- Depressor do ângulo da boca
- Orbicular dos lábios
- Mentoniano
- Masseter (ou masseterino)

## Interpretação filosófico-antropológica
O filósofo Helmuth Plessner deu ao sorriso uma posição especial nas expressões faciais. O sorriso é ambíguo e pode ser atribuído a uma ampla variedade de ocasiões e possui uma ampla “diversidade de tons afetivos”. Ele chamou isso de "expressão facial do espírito", na medida em que um gesto natural "já mantém distância da expressão" e, portanto, verdadeiro - para ele, em contraste com os animais - distância específica do homem para si e para seu ambiente. 

### Fundamentos genéticos
O riso é uma parte do comportamento humano e é regulado pelo cérebro. Ele ajuda os seres humanos a indicar mais claramente suas intenções, durante interações sociais, e provê um contexto emocional para a comunicação. Pode ser utilizado por um grupo social para sinalizar aceitação e reações positivas com outros indivíduos.
Até o sorriso social é considerado inato, evidência disso pode ser constatada na diferenças no sorriso dos vencedores olímpicos cegos e com visão: Os vencedores do segundo e terceiro lugares cegos mostraram o sorriso social. Mesmo antes do sorriso social, você pode ver o sorriso nos bebês. Esse chamado sorriso de anjo geralmente acontece nas primeiras semanas de vida. Por trás, nada mais é do que um reflexo, o que geralmente acontece durante o sono.

### Aspectos culturais

#### Cunho sexual
Embora o riso seja comumente interpretado como uma manifestação universal de alegria entre os seres humanos, numa comunidade nativa das Ilhas Trobriand, é interpretado como um convite de cunho sexual.

#### Sorriso na prestação de serviços
Os sorrisos também fazem parte da prestação de serviços, quando são vistos como amigáveis. A cidade de Hamburgo, na Alemanha organiza, por exemplo, a campanha "Um sorriso para Hamburgo", com a qual os funcionários devem ser motivados a "sorrir com os quais clientes e convidados devem ser estragados com muito mais frequência".
O professor Dieter Zapf examinou as consequências de sorrisos de longo prazo prescritos profissionalmente em 2006. Ele descobriu que um sorriso forçado, que suprime as emoções reais, leva a mudanças na circulação a curto prazo e, a longo prazo, a estresse e doenças como a depressão.